# Anastasia Acosta
Anastasia Acosta (San José, 18 ottobre 1974) è un'attrice e modella costaricana.
Residente in Messico da quando era bambina, è popolare grazie alla televisione messicana.

## Televisione
- Marisol (1996)
- La usurpadora (1998)
- Cuento de navidad (1999)
- Rosalinda (1999)
- Cero en conducta (2000-2002)
- Mujer, casos de la vida real (2001-2006)
- Corazón de melón (2003)
- Amar otra vez (2004)
- Pablo y Andrea (2005)
- Tormenta en el paraíso (2008)